# Dendoricella flabelliformis
Dendoricella flabelliformis är en svampdjursart som först beskrevs av Hansen 1885.  Dendoricella flabelliformis ingår i släktet Dendoricella och familjen Dendoricellidae. Inga underarter finns listade i Catalogue of Life.